# Kamala Markandaya
Kamala Markandaya (ur. 1924 jako Kamala Purnaiya, zm. 16 maja 2004 w Londynie) – indyjska pisarka i dziennikarka. Pochodziła z bramińskiej rodziny w Mysore (Karnataka). Ukończyła historię na jednym z trzech najstarszych uniwersytetów Indii – na Uniwersytecie w Madrasie. Następnie pracowała od 1940 do 1947 roku jako dziennikarka, publikując w prasie krótkie opowiadania. Podczas II Wojny Światowej pracowała w armii indyjskiej. W 1948, rok po uzyskaniu niepodległości przez Indie, wraz ze swoim mężem dziennikarzem Bertrandem Taylorem emigrowała do Anglii. Miała córkę (Kim Oliver). D śmierci mieszkała w Londynie.
Książki K. Markandaya przedstawiają konflikt między Wschodem a Zachodem, tradycją, a nowoczesnymi przemianami, a podejmując tematykę indyjską skupiają się na różnicach między tradycyjną kulturą wsi i miasta. Sławę przyniosła jej w 1954 roku powieść Nektar w sicie. Przetłumaczono ją na 17 języków. Stała się w USA bestsellerem, uznanym w 1955 przez American Library Association za najwybitniejszą książkę roku. Uchodzi za ważny utwór w indyjskiej literatury kobiecej pisanej w języku angielskim. Jej dwie najpopularniejsze książki Nectar in a Sieve i A Handful of Rice były omawiane w amerykańskich szkołach i na uniwersytetach. The Nowhere Man (1972) uchodzi za książkę analizującą problemy indyjskiej diaspory – doświadczenie rasizmu, opór w przyjmowaniu kultury kraju, w którym się mieszka, rozdźwięk między pokoleniami. Autorka w ciągu trzydziestu lat napisała dziesięć powieści. Ostatnią swoją powieść wydała w 1982 roku, 22 lata przed śmiercią.
Tłem jednej ze swoich powieści uczyniła też m.in. temat skierowanego przeciw Brytyjczykom ruchu Quit India! (Opuście Indie!).
W 1990 roku za Nectar in a Sieve została wyróżniona niemiecką nagrodą LiBeraturpreis (nagroda ekumenicznego centrum we Frankfurcie nad Menem, przydzielana autorkom z Azji, Afryki i Ameryki Południowej).

## Publikacje
- Nectar in a Sieve 1955 – życie Rukmani, wydanej za mąż w 12 roku życia, jej zmaganie się z suszą, głodem, długami, stratą synów, zmianami zachodzącymi w wiosce w Karnatace jeszcze skolonizowanej przez Brytyjczyków
- Some Inner Fury 1956 – bohaterka, Mira e konflikcie między miłością do Brytyjczyka a lojalnością do Indii w czas konfliktów indyjsko-brytyjskich
- A Silence of Desire 1960
- Possession 1963
- A Handful of Rice 1966 – o problemie nędzy w wielkich miastach indyjskich
- The Coffer Dams 1969
- The Nowhere Man 1972 – o Indusie, o imieniu Srinivas konfrontującym się w Londynie z wrogością wobec emigrantów z Azji, doświadczającym poczucia wyobcowania i osamotnienia
- Two Virgins 1973 – o postawach sióstr wobec zmian otaczającego ich życia, o uczuciowym i seksualnym przebudzeniu
- The Golden Honeycomb 1977 – historyczna powieść z przełomu wieków
- Shalimar (ang. wyd. Pleasure City) 1982

## Krytyka literacka na jej temat
- Almeida, Rochelle. Originality and Imitation: Indianness in the Novels of Kamala Markandaya. Jaipur: Rawat Publications, 2000.
- Jha, Rekha. The Novels of Kamala Markandaya and Ruth Prawer Jhabvala: A Study in East-West Encounter. New Delhi: Prestige Books, 1990.
- Joseph, Margaret P. Kamala Markandaya, Indian Writers Series, N. Delhi: Arnold-Heinemann, 1980.
- Krishna Rao, A. V. The Indo-Anglian Novel and Changing Tradition: A Study of the Novels of Mulk Raj Anad, Kamala Markandaya, R.K. Narayan, Raja Rao, 1930-64. Mysore: 1972.
- Parameswaran, Uma. Kamala Markandaya. Jaipur: Rawat Publications, 2000.
- Shrivastava, Manish. "Conflicts of Sensibility in Kamala Markandaya's A Silence of Desire". Synthesis: Indian Journal of English Literature and Language. vol.1, no.1.
- Singh, Indu. "The Feminist Approach in Kamala Markandaya's Novels with Special Reference to Nectar in a Sieve", Synthesis: Indian Journal of English Literature and Language, vol.1, no.1.